# Leos Carax

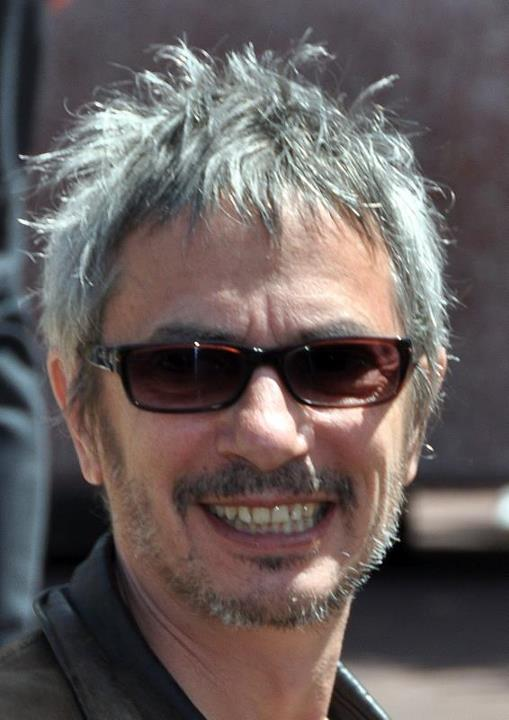
Leos Carax bei den Internationalen Filmfestspielen von Cannes 2012

Leos Carax (* 22. November 1960 in Suresnes, eigentlich Alexandre Oscar Dupont) ist ein französischer Filmregisseur.

## Leben und Karriere
Leos Carax wurde als Alexandre Oscar Dupont geboren. Sein Künstlername ist ein Anagramm aus seinen Vornamen Alex und Oscar (Alex und Oscar sind auch die Figuren, die der Schauspieler Denis Lavant in Carax’ Filmen spielt). Carax begeisterte sich in seiner Jugend für Astronomie und Meereskunde, ehe sein Interesse für den Film aufkam. Vor seiner Karriere als Regisseur war er als Filmkritiker für die Zeitschrift Cahiers du cinéma tätig.
Carax wurde erstmals bekannt, als er 1984 überraschend für seinen ersten Langfilm Boy Meets Girl in Cannes den Prix de la jeunesse gewann. Mit seinem darauffolgenden Film Die Nacht ist jung von 1986 konnte er unter anderem auf der Berlinale Erfolge erzielen. Für seinen Film Die Liebenden von Pont-Neuf (1991) brauchte Carax fast vier Jahre, da unvorhersehbare Ereignisse die Produktionszeit verlängerten und die Produktionskosten in die Höhe trieben. Der Film galt damals als teuerster Film Frankreichs.
1999 meldete sich Carax mit seinem kontroversen Film Pola X zurück, der aber sowohl bei Kritikern wie auch Zuschauern durchfiel.
Nach Pola X versuchte Carax fünf Jahre lang erfolglos, sein englischsprachiges Regiedebüt Scars finanziert zu bekommen, für das Produktionskosten in Höhe von 13 Millionen Euro veranschlagt worden waren. Der Film, für den Schauspielerinnen wie Uma Thurman oder Milla Jovovich genannt wurden, war als komödiantisches Roadmovie in den Vereinigten Staaten mit Musical-Elementen und „visuellen Fantasien“ angelegt. Das Projekt konnte jedoch nie realisiert werden. Carax widmete sich in dieser Zeit Kurzfilmen, darunter Merde, der als Teil des Episodenfilms Tokyo! (2008) gemeinsam mit Werken von Michel Gondry und Bong Joon-ho veröffentlicht wurde.
Aus Frustration über das gescheiterte Filmprojekt realisierte Carax 2012 den Spielfilm Holy Motors. Darin spielt Carax’ Stamm-Darsteller Denis Lavant einen geheimnisvollen Mann, der seine Identitäten wechselt – vom Arbeitgeber, Mörder und Bettler bis hin zum Vater. Der Film – in weiteren Rollen mit Eva Mendes, Kylie Minogue und Michel Piccoli besetzt – erhielt 2012 eine Einladung zum Wettbewerb der Internationalen Filmfestspiele von Cannes, er blieb aber unprämiert. Im selben Jahr wurde ihm der Ehrenleopard für das Lebenswerk des Internationalen Filmfestivals von Locarno zugesprochen.
Im Jahr 2021 stellte Carax mit Annette seinen ersten englischsprachigen Spielfilm fertig. Der Musicalfilm mit Adam Driver und Marion Cotillard in den Hauptrollen wurde als Eröffnungsfilm des 74. Filmfestivals von Cannes ausgewählt und brachte Carax seine dritte Einladung in den Wettbewerb um die Goldene Palme ein, wo er den Preis für die Beste Regie erhielt.
Leos Carax wird in der Filmbranche als schwierig und schweigsam beschrieben. Er hat kaum Interviews gegeben und über sein Privatleben ist wenig bekannt.

## Filmografie
- 1980: Strangulation Blues (Kurzfilm)
- 1984: Boy Meets Girl
- 1986: Die Nacht ist jung (Mauvais sang)
- 1991: Die Liebenden von Pont-Neuf (Les Amants du Pont-Neuf)
- 1997: Sans titre (Kurzfilm)
- 1999: Pola X
- 2005: Crystal (Kurzfilm)
- 2006: My Last Minute (Kurzfilm)
- 2008: Merde (Teil des Episodenfilms Tokyo!)
- 2009: 42 One Dream Rush (Kurzfilm)
- 2012: Holy Motors
- 2014: Gradiva (Kurzfilm)
- 2021: Annette
- 2024: C’est pas moi (Kurzfilm)

## Auszeichnungen
- 1984: Prix de la jeunesse bei den Internationalen Filmfestspielen von Cannes für Boy Meets Girl
- 1986: Louis-Delluc-Preis für Die Nacht ist jung
- 1987: Alfred-Bauer-Preis und C.I.C.A.E-Preis (lobende Erwähnung) für Die Nacht ist jung
- 2008: Titra-Preis, Jurypreis und Jugendjury-Preis des Neuchâtel International Fantasy Film Festival für Tokio (gemeinsam mit Michel Gondry und Bong Joon-ho)
- 2012: Ehrenleopard (Preis für das Lebenswerk) des Internationalen Filmfestivals von Locarno
- 2021: Douglas-Sirk-Preis des Filmfests Hamburg[5]
- 2022: César, Beste Regie, für Annette